# Гамовка (Запорожская область)
Гамовка (укр. Гамівка) — село,
Приазовский поселковый совет,
Приазовский район,
Запорожская область,
Украина.

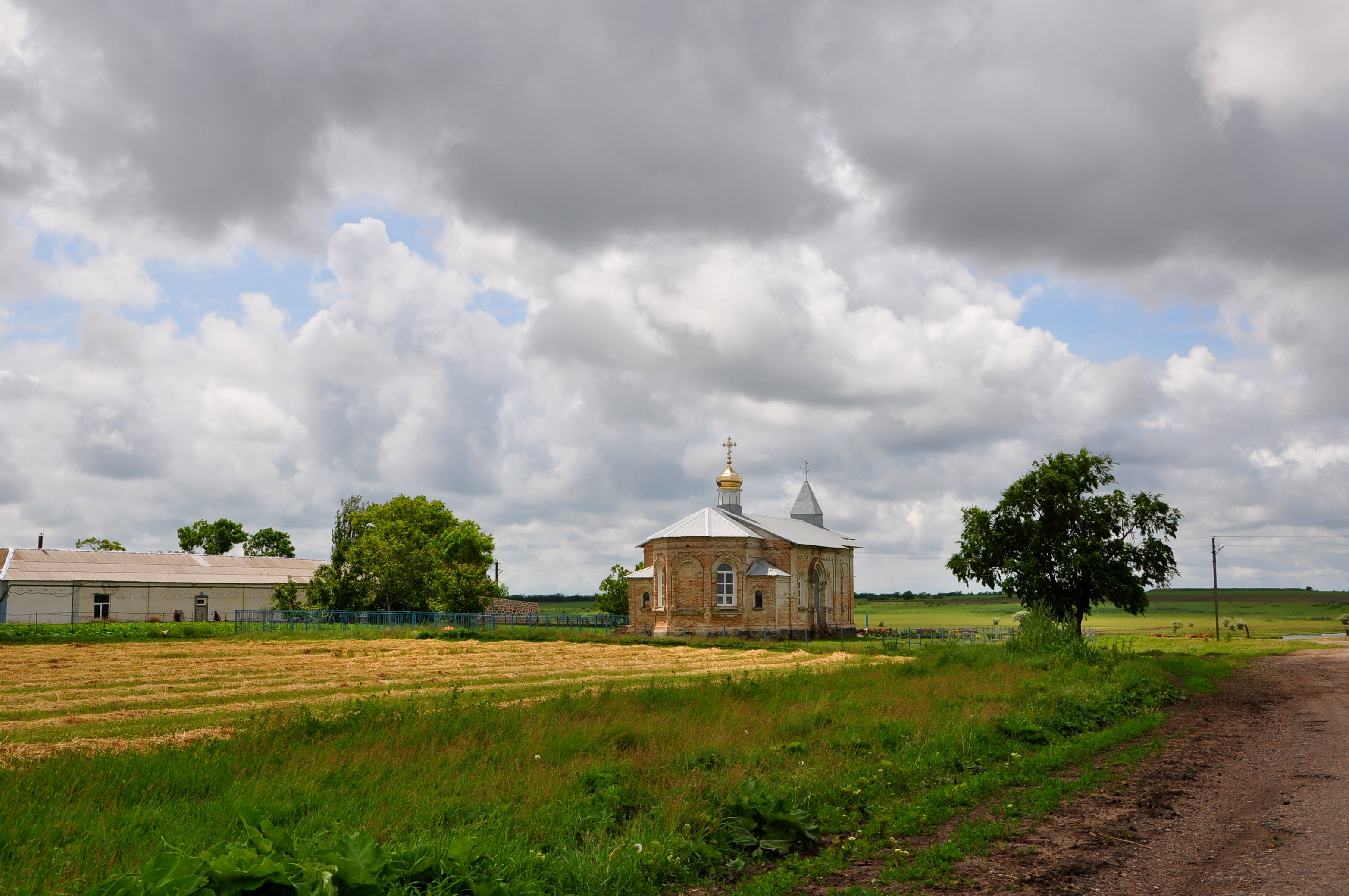
Храм во имя Святого Великомученика Димитрия Солунского

Код КОАТУУ — 2324555103. Население по переписи 2001 года составляло 479 человек.

## Географическое положение
Село Гамовка находится на левом берегу реки Домузла, выше по течению на расстоянии в 2 км расположен пгт Приазовское, ниже по течению на расстоянии в 1,5 км расположено село Белоречанское.

## История
- 1862 год — дата основания. Основано арнаутами, и сначала называлось Джандран[2]
- 1897 год в селе проживало 494 человека.
- 20 сентября 1943 года село освобождено от германской оккупации.[3]

## Объекты социальной сферы
- Детский сад.